# Bright Room
Bright Room est une pièce de théâtre écrite en 1984 par le dramaturge américain Tony Kushner. Le titre original est A Bright Room Called Day. Elle a été traduite en français en 2009 par Hillary Keegin et Pauline Le Diset.

## Argument
Agnès Eggling et ses amis vivent confortablement à Berlin en 1932. Les derniers jours de la république de Weimar et l'arrivée au pouvoir d'Adolf Hitler vont bousculer leurs vies et l'amitié qui les unissait.
L'action est plusieurs fois interrompue par l'intervention de Zillah, une jeune activiste survoltée des années 1990 qui s'insurge contre la passivité de ses concitoyens et incite à la vigilance politique.

## Contexte historique
En 1918, à la suite du désastre humain et militaire de la Grande Guerre, un gouvernement parlementaire a été instauré en Allemagne. La République de Weimar était une démocratie constitutionnelle, la première expérience qu’avait l’Allemagne de cette forme de gouvernement. Le pouvoir était divisé entre un Président élu, un Parlement national élu (le Reichstag), des Parlements régionaux et un Chancelier (plus au moins l’équivalent d’un Premier Ministre) nommé par le Président pour former et diriger les coalitions parlementaires.
La République a survécu à quelques tentatives de prises du pouvoir par le commandement de l’armée allemande, ainsi qu’à une révolution communiste ratée en 1919 et plusieurs coups d’état avortés venant des fascistes pendant les années 1920.
Durant la quasi-totalité de son existence, la République de Weimar fut marquée par son incapacité à maintenir des coalitions parlementaires stables. Le Reichstag se trouvait toujours et encore dans l’impasse, et à plusieurs reprises, le Président l’a dissous. Alors que les partis de droite devenaient de plus en plus solidaires, les pouvoirs les plus importants de la gauche allemande - l’énorme SPD (Parti social démocrate d'Allemagne) et le KPD (Parti communiste allemand) - furent totalement incapables de former un front uni contre la montée du fascisme. Le SPD gaspillait beaucoup de temps et d’énergie à trouver un terrain d’entente avec la droite, tandis que les initiatives du KPD étaient freinées par le Komintern.
Au début des années 1930, Le Parti national-socialiste des travailleurs allemands (les nazis), qui avait longtemps eu une représentation politique obscure, est venu occuper le devant de la scène. En 1932, il est devenu le bloc le plus important du Reichstag, ayant obtenu 37,5 % des voix dans les élections parlementaires du mois de juillet. Même si leur cote de popularité a commencé à baisser immédiatement après les élections - pendant que celle du KPD montait - les nazis obtinrent, avec le soutien des partis conservateurs et catholiques, ainsi que de celui des militaires et des industriels importants, à obtenir du président âgé Hindenburg, la nomination de leur chef, Adolf Hitler, au poste de Chancelier du Reich allemand.

## Les personnages
- Agnes Eggling : entre 35 et 40 ans, morphologie forte de préférence. Actrice. Joue de petits rôles dans le cinéma allemand. Agnès se sent plutôt de gauche, essaie un peu de s'investir, puis se tétanise.
- Gregor Bazwald (Baz) : trentenaire, homosexuel. Travaille pour l’Institut Berlinois de la Sexualité Humaine. Baz s'intéresse moins aux uniformes qu'aux corps qui les portent, jusqu'à une certaine limite.
- Paulinka Erdnuss : entre 30 et 35 ans, mais fait plus jeune. Actrice dans le cinéma allemand. Elle joue de petits rôles, mais elle est en passe de devenir une star mineure. Paulinka est prête à tout pour sa carrière et n'a pas tout à fait les pieds sur terre.
- Annabella Gotchling : entre 35 et 40 ans. Artiste et graphiste communiste. Lucide et posée, elle milite discrètement, peut-être vainement.
- Vealtninc Husz : 45 ans. Chef-opérateur. Exilé hongrois. Il lui manque un œil. Il porte des lunettes avec un verre noir. Husz a fui la Hongrie, a fui la Russie… La révolution, il a déjà donné : un œil.
- Rosa Malek : entre 25 et 30 ans. Fonctionnaire mineure du KPD (Kommunistische Partei Deutschlands). Cheville ouvrière du parti communiste allemand, ce qui ne l'empêche pas de réfléchir.
- Emil Traum : entre 25 et 30 ans. Fonctionnaire un peu plus important du KPD. Le parti ne se trompe jamais.
- Die Alte : une dame, très vieille, mais il est difficile d’estimer son âge. Entre 70 et morte depuis-20-ans. Visage blanc et dents abîmées. Vêtue d’une chemise de nuit, jadis blanche, mais désormais tachée. Elle vit dans les murs de l'immeuble d'Agnès.
- Gottfried Swetts : sans âge, quand il a bonne mine il pourrait paraître 30 ans, quand il a mauvaise mine, il pourrait en paraître 50 (voire plus). Distingué, beau, blond, aryen. Incarne le Mal, récemment installé en Allemagne, il est importateur de souvenirs espagnols.
- Zillah Katz : femme d’aujourd’hui, américaine, juive. La trentaine. BoHo/East Village, New Wave, avec des tendances anarcho-punk. L'exagération est ton amie, utilise-la.

## Citations
- Prends n’importe quelle époque de l’histoire, Agnès, qu’est-ce qui est vraiment beau dans cette époque ? - (Gotchling)
- N’accordez pas trop de crédit à une bonne nuit de sommeil. Pendant les périodes de violentes régressions réactionnaires, les seuls qui dorment à poings fermés sont les types qui nous donnent des mauvais rêves à nous autres. Alors mangez quelque chose d'indigeste avant de vous coucher, et écoutez vos cauchemars. - (Zillah)
- Ce qu'il nous faut, c'est une Météorologie de l’Histoire Humaine. Et là, peut-être, on pourrait endurer les changements du climat politique comme on endure les changements du temps, avec sang-froid. - (Baz)